# 488-as busz
A 488-as busz a budapesti agglomerációban közlekedő helyközi járat, Úri és Sülysáp között közlekedik. 2016. október 2-áig 2282-es jelzéssel közlekedett.

## Megállóhelyei
| 0  | Úri, autóbusz-forduló végállomás | 16 | 513                                 |
| 2  | Úri, községháza                  | 14 | 513                                 |
| 3  | Úri, Rákóczi út                  | 13 | 513                                 |
| 5  | Úri, újtelep                     | 11 | 513                                 |
| 8  | Sűrű puszta                      | 8  | 513                                 |
| 10 | Sülysáp, Úri utca 60.            | 6  | 513                                 |
| 11 | Sülysáp, úri elágazás            | 5  | 513                                 |
| 14 | Sülysáp, községháza              | 2  | 513                                 |
| 16 | Sülysáp, vasútállomás végállomás | 0  | 489, 490, 491, 492, 513 S60 G60 Z60 |